# Всеобщие выборы на Сейшельских Островах (1979)
Всеобщие выборы президента и Народного Собрания на Сейшельских Островах прошли с 23 по 26 июня 1979 года. После переворота 1977 года единственной легальной партией на тот момент был Сейшельский народный прогрессивный фронт (ранее называвшийся Сейшельская народная объединенная партия). Единственным кандидатом на президентских выборах был лидер СНПФ Франс-Альбер Рене.
Хотя баллотироваться могли только члены СНПФ, партия выдвигала не менее двух кандидатов в каждом избирательном округе, что обеспечивало определенную конкуренцию. Номинально в выборах приняли участие 96,43 % зарегистрированных избирателей.

## Система голосования
Право голоса имели все граждане Сейшельских островов, которым на день выборов было не менее восемнадцати лет, при этом не допускались лица, признанные психически нездоровыми, осужденные за преступления или обязанные верностью иностранному государству. Квалифицированные избиратели, являющиеся членами СНПФ, имели право выдвигать свои кандидатуры на выборах в Ассамблею. Парламентский мандат был несовместим с должностями президента Республики и министра правительства.
23 избранных члена Народного собрания избирались в одномандатных округах («избирательных районах») простым большинством голосов на четырехлетний срок. Дополнительные выборы должны были проводиться для заполнения выборных мест, которые становились вакантными в период между всеобщими выборами, если только они не происходили в течение шести месяцев после роспуска Ассамблеи. Даже после восстановления многопартийной демократии избирательные округа, созданные перед выборами 1979 года, используются до сих пор.

## Результаты

### Выборы президента
| Кандидаты                          | Партия                                   | Голосов | %      |
| ---------------------------------- | ---------------------------------------- | ------- | ------ |
| Франс-Альбер Рене                  | Сейшельский народный прогрессивный фронт | 26,390  | 97.99  |
| Против всех                        | Против всех                              | 541     | 2.01   |
| Всего                              | Всего                                    | 26,931  | 100.00 |
|                                    |                                          |         |        |
| Зарегистрированные избиратели/явка | Зарегистрированные избиратели/явка       | 27,929  |        |

### Выборы в национальное собрание
| Партия                                   | Места |
| ---------------------------------------- | ----- |
| Сейшельский народный прогрессивный фронт | 23    |
| Назначены президентом                    | 2     |
| Всего                                    | 25    |